# 胡尼佩羅·塞拉
胡尼佩羅·塞拉（Junípero Serra y Ferrer O.F.M.，1713年11月24日—1784年8月28日），或譯尤尼佩羅·塞拉、朱尼帕洛·塞拉，是18世紀的西班牙籍羅馬天主教神父及方济各会修士。他因為在18世紀把基督教传播到加利福尼亚而得名“加利福尼亚的宗徒”(The Apostle of California)。
塞拉於1713年在西班牙馬略卡島出生。1731年成為方济各会修士。1749年來到墨西哥。從1769年至1782年期間，塞拉在加利福尼亞先後建立了9個傳教站，开化部落民族，让他们皈依天主教。現在美國加利福尼亞州一些城市的名稱是源自塞拉所建立的傳教站，包括三藩市和洛杉矶。
塞拉於2015年被教宗方济各册封为圣徒。
据美国之音所称，塞拉用奴役和酷刑方式迫使美国原住民放弃他们的原有宗教和文化。 然而此篇美国之音文章并无任何信息来源和参考文献。相反，历史学家Robert Senkewicz认为对原住民的压迫来源于西班牙帝国政府，而塞拉，尽管难免时代形成的偏见，却尽力去保护他们的权益。 